# I will follow him
Chariot, beter bekend als I will follow him is een lied geschreven door Franck Pourcel en Paul Mauriat. Het lied dateert uit 1961, maar was toen nog instrumentaal. Franck Pourcel nam het destijds op met zijn eigen orkest en bracht het uit als single en op zijn muziekalbums Amour, Danse, Et Violons. No.17 (1961) en Un’orchestra nella sera (n.1) uit 1962 (EMI). Pourcel en Mauriat schreven het nog onder hun pseudoniemen J.W. Stole (Pourcel) en Del Roma (Mauriat). In latere jaren werd Raymond Lafêvre nog bij de credits toegevoegd; hij maakte het arrangement. Mauriat nam het zelf ook nog eens op met zijn orkest. Vervolgens schreef Jacques Plante er een Franse tekst bij, Norman Gimbel schreef de Engelse tekst.
Het nummer is een aantal keren gecoverd. De orkestrale versie verscheen in uitvoeringen van onder meer André Rieu en Klaus Wunderlich. Ook Mai Tai waagde zich aan een versie.

## Petula Clark
Petula Clark bracht in 1962 diverse versies van het lied uit. Chariot verscheen in Frankrijk (nummer 1-hit aldaar) en België (hoogste plaats 8 in samengestelde lijst). In Duitsland werd het uiteindelijk Cheerio met een zesde plaats. In Italië werd het uitgebracht als Sul mia carro (plaats 4). Muziekproducent was toen Peter Knight, later bekend van Days of Future Passed van de Moody Blues. De Engelse versie haalde destijds wel de hitparade, maar werd toen uitgebracht als dubbele A-kant onder de titel Casanova/Chariot en haalde drie weken notering en een 39e plaats (Pye 15522/1963).

## Little Peggy March
Little Peggy March haalde er een groter succes mee. Zij zong het lied in veertien weken tijd tot aan de eerste plaats (week 27 april 1963) in de Billboard Hot 100. In Engeland bleef deze versie onopgemerkt (waarschijnlijk door die versie van Petula Clark). Voor Nederland en België kwam het plaatje te vroeg; zij hadden nog geen officiële hitparade. De versie werd wel opgenomen in de ironische en experimentele film Scorpio Rising van Kenneth Anger. Hij gebruikte de titel van het lied om de blinde volgers van christenen en fascisten aan te duiden. Overigens verscheen het vanwege diezelfde titel in de film Sister Act uit 1992.

### NPO Radio 2 Top 2000
| Nummer met noteringen in de NPO Radio 2 Top 2000 | '99  | '00  | '01  |
| ------------------------------------------------ | ---- | ---- | ---- |
| I Will Follow Him                                | 1917 | 1991 | 1991 |

1. ↑  Een vetgedrukt getal geeft de hoogste notering aan.
2. ↑  Deze tabel is bijgewerkt tot en met de laatste editie (2024).

## José
In 1963 bracht Rene Frank het singletje 'Ik Wil Je' uit op vinyl. Voor Nederland kwam er in 1982 een tweede versie van José Hoebee onder de artiestennaam José. Het plaatje werd geproduceerd door Pim Koopman en de platenhoes van zowel elpee als single was van Govert de Roos. In 1981 tot en met 1984 had ze zes solohitjes in Nederland (vier in België), waarvan dit de grootste was. In 2006 kwam nog een nieuwe versie uit. José schaarde zich met deze hit in een zeer kleine verzameling artiesten die zowel solo (José) als in een groep (Luv') een nummer één notering in een Nederlandse hitparade heeft gehad.

### Hitnotering
Deze versie was uitermate succesvol in Nederland en België

#### Nederlandse Top 40
| Positie: | 31 | 15 | 6 | 3 | 1 | 2 | 3 | 12 | 24 | 39 | uit |

#### NederlandseNationale Hitparade
In deze lijst, voorloper van de Mega Top 50, werd José van de eerste plaats afgehouden door een andere “klassieker”. Can't Take My Eyes Off You van Boys Town Gang hield de eerste plaats vast.
| Positie: | 18 | 8 | 4 | 2 | 2 | 3 | 3 | 5 | 19 | 25 | 43 | uit |

#### BelgischeBRT Top 30
| Positie: | 24 | 9 | 6 | 6 | 2 | 1 | 1 | 1 | 6 | 8 | 14 | uit |

#### VlaamseUltratop 30
| Positie: | 34 | 10 | 6 | 5 | 2 | 1 | 1 | 1 | 4 | 6 | 12 | 29 | uit |

## Noorse versie
Lars Mjøen schreef een humoristische Noorse tekst, "Torsken kommer!" De kabeljauw komt op de melodie van I will follow him. Dit lied over de kabeljauw als een nationaal symbool van Noorwegen werd door het Noorse cabarettrio KLM ten gehore gebracht onder de naam "Brødrene Dal" op de single PolyGram 2052 206, en op de LP-plaat "Spektralplate" (Polydor 2382 135) in 1982. Op basis van dit nummer gaf de nationale bank van Noorwegen (Norges Bank)in 2017 een versie uit ter promotie van de nieuwe 200-kronen biljetten, waar de kabeljauw opstaat.